# Torba, Mureș
Torba (în maghiară Torboszló) este un sat în comuna Măgherani din județul Mureș, Transilvania, România.

Legenda lui Torba
Odată demult exista un sat locuit de maghiari, numit Égszín. Bărbații satului au plecat la război împotriva tătarilor, lăsând în urmă femeile, bătrânii, copiii și câțiva cai slăbiți.
Într-o zi a sosit vestea că o oaste tătară se apropie de sat. Sătenii au hotărât să-i înșele pe dușmani: s-au aliniat pe dealuri, femeile și copiii s-au îmbrăcat în haine bărbătești, iar caii rămași au fost și ei folosiți, pentru a da impresia că o armată numeroasă stă pregătită de luptă.
Tătarii, văzând presupusa superioritate numerică, s-au retras.
În amintirea acestei victorii, satul a fost numit mai întâi Sokroszló, nume care mai târziu a devenit Torboszló.

## Istoric
Pe Harta Iosefină a Transilvaniei din 1769-1773 (Sectio 144), localitatea a apărut sub numele de „Torposzlo”.

## Imagini

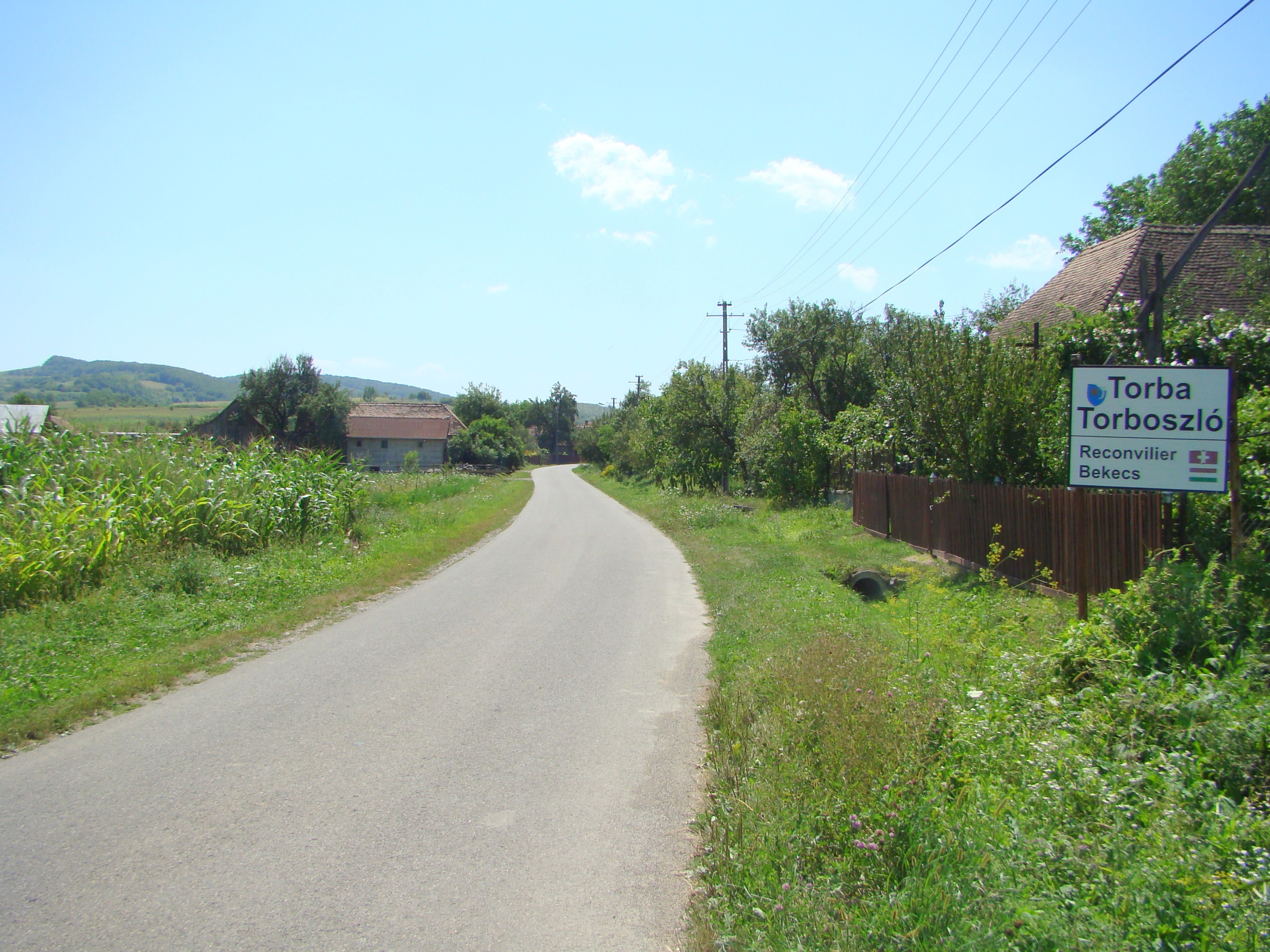
Intrarea în localitate
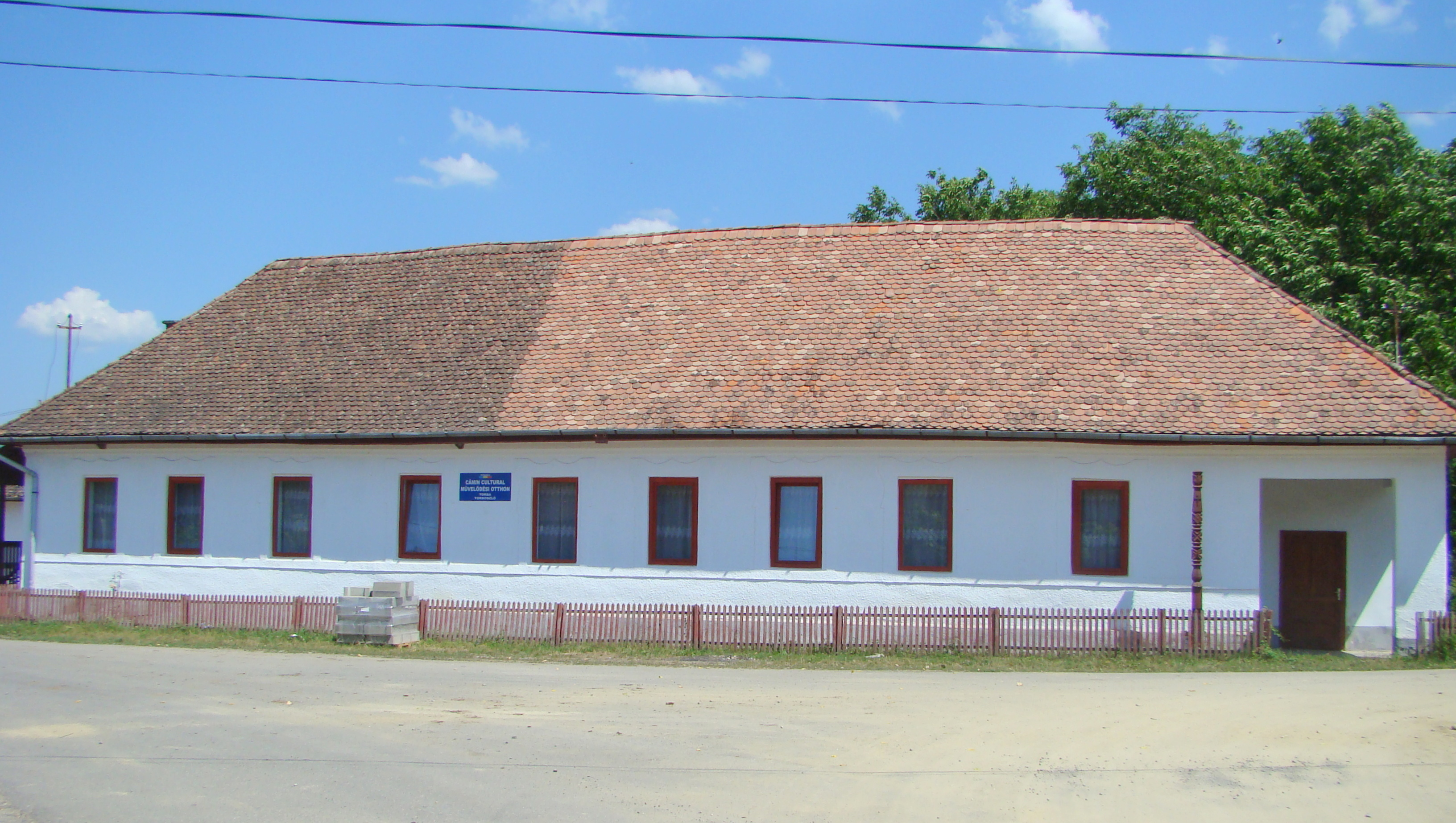
Căminul cultural
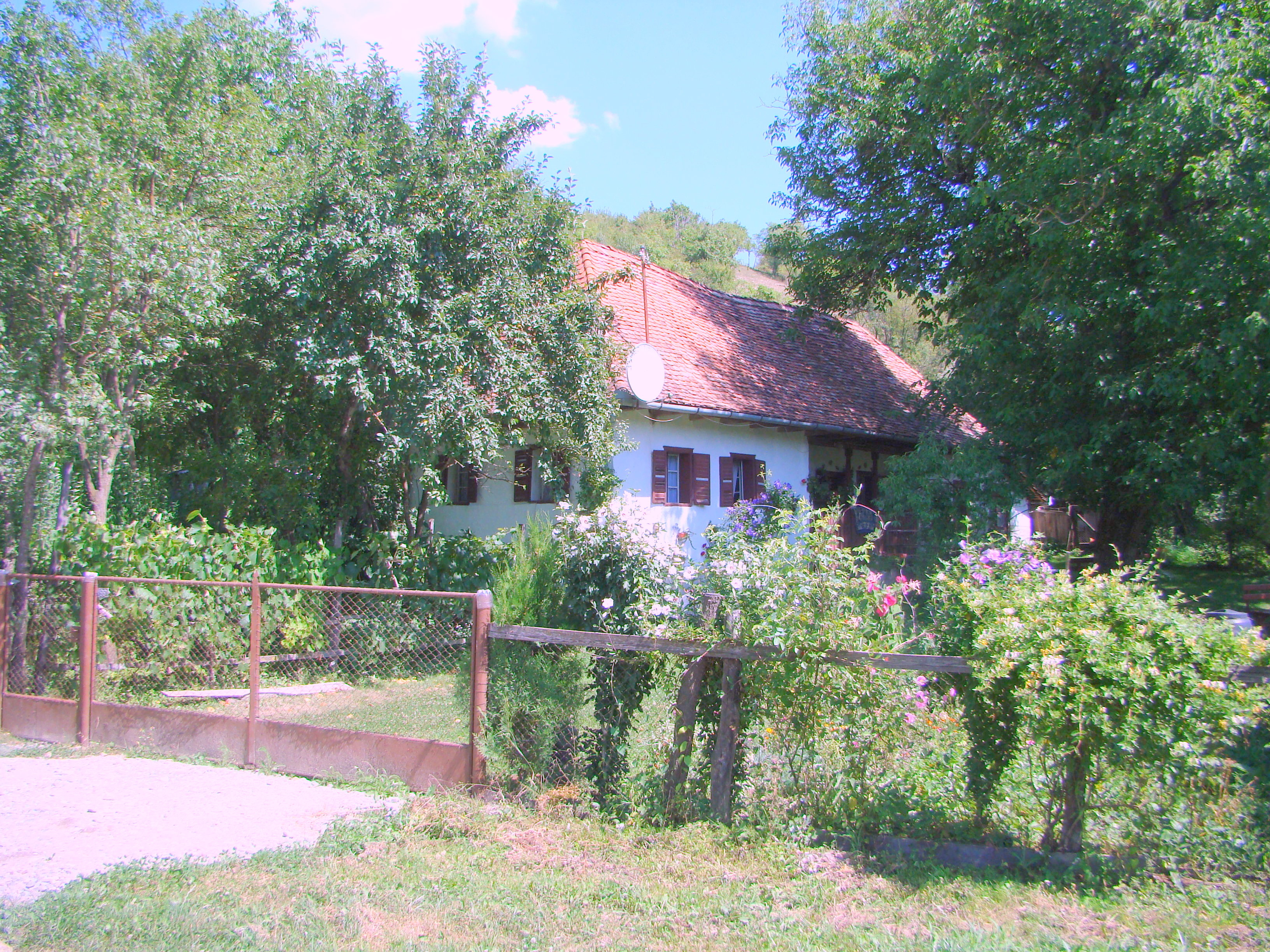
Ansamblul rural „Str. Principală” (monument istoric)
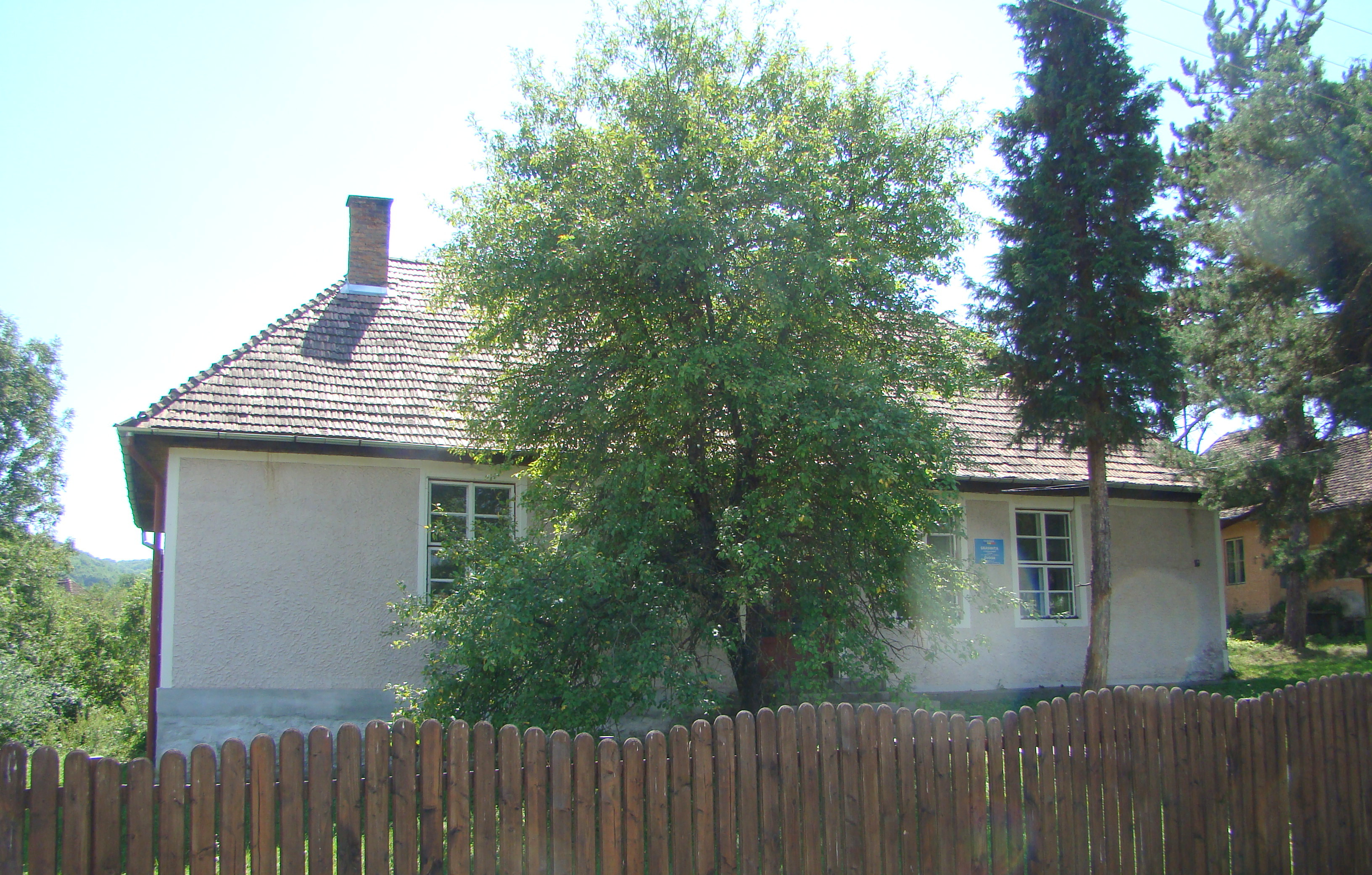
Grădinița
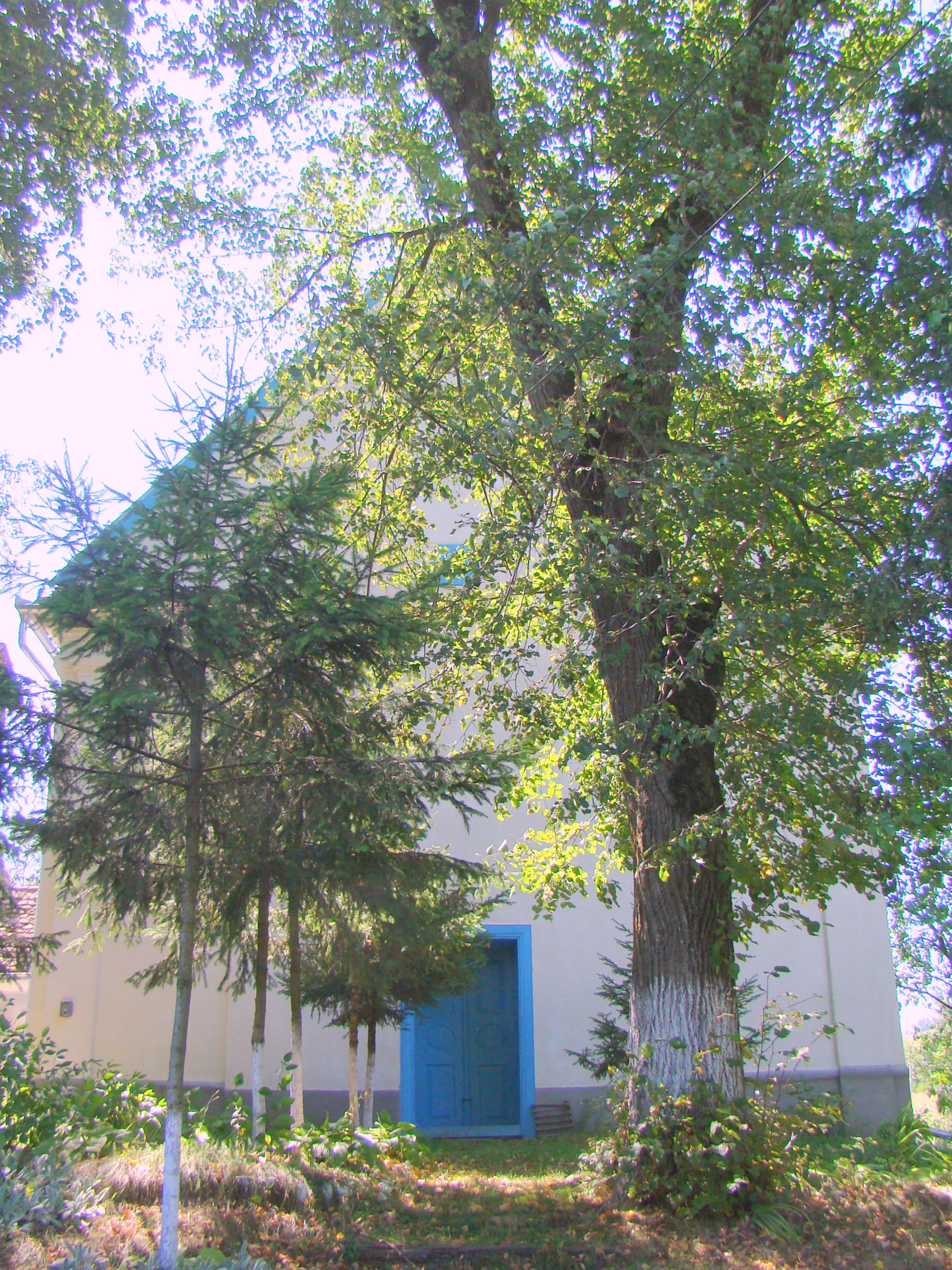
Biserica reformată
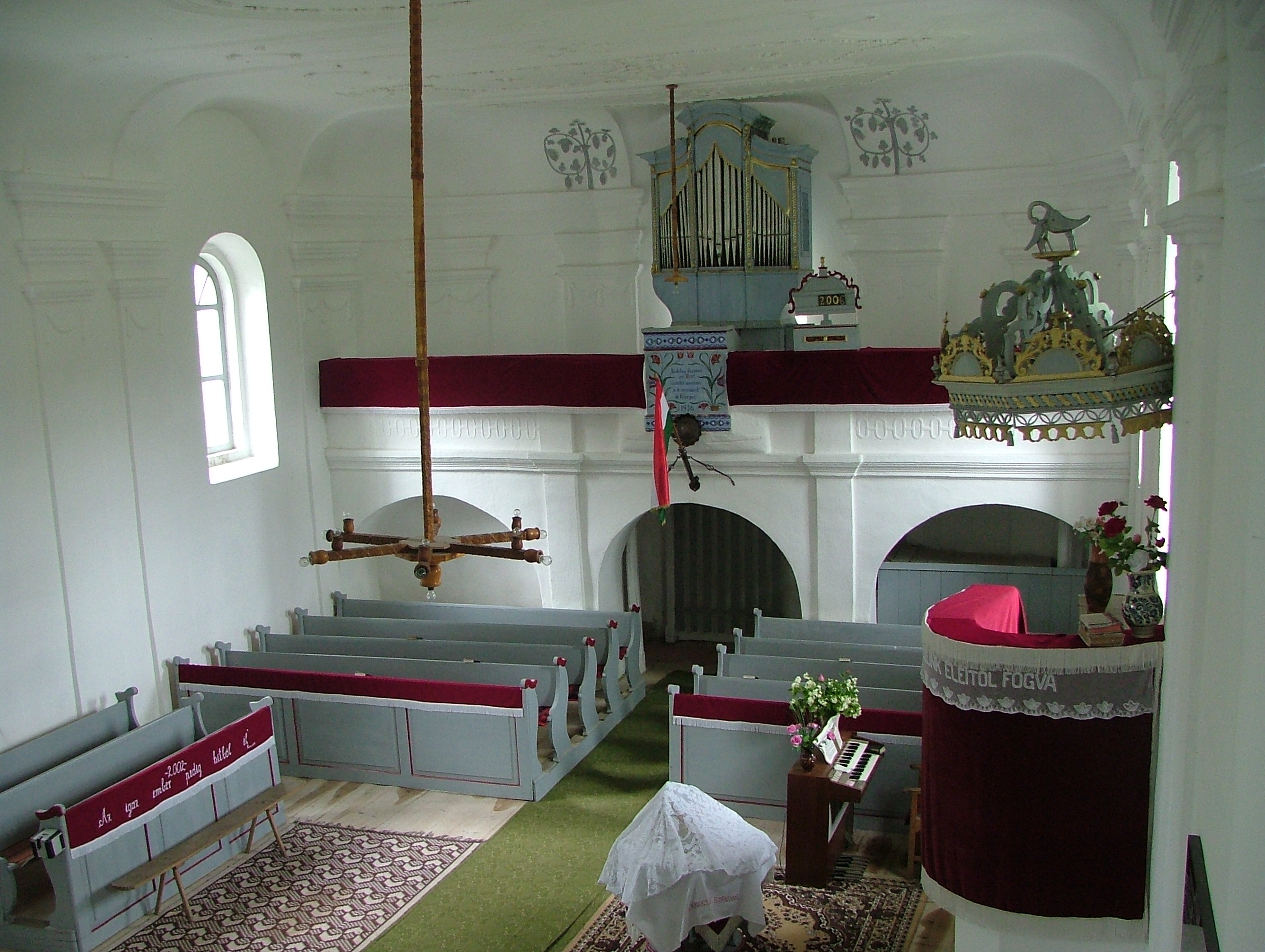
Biserica reformată
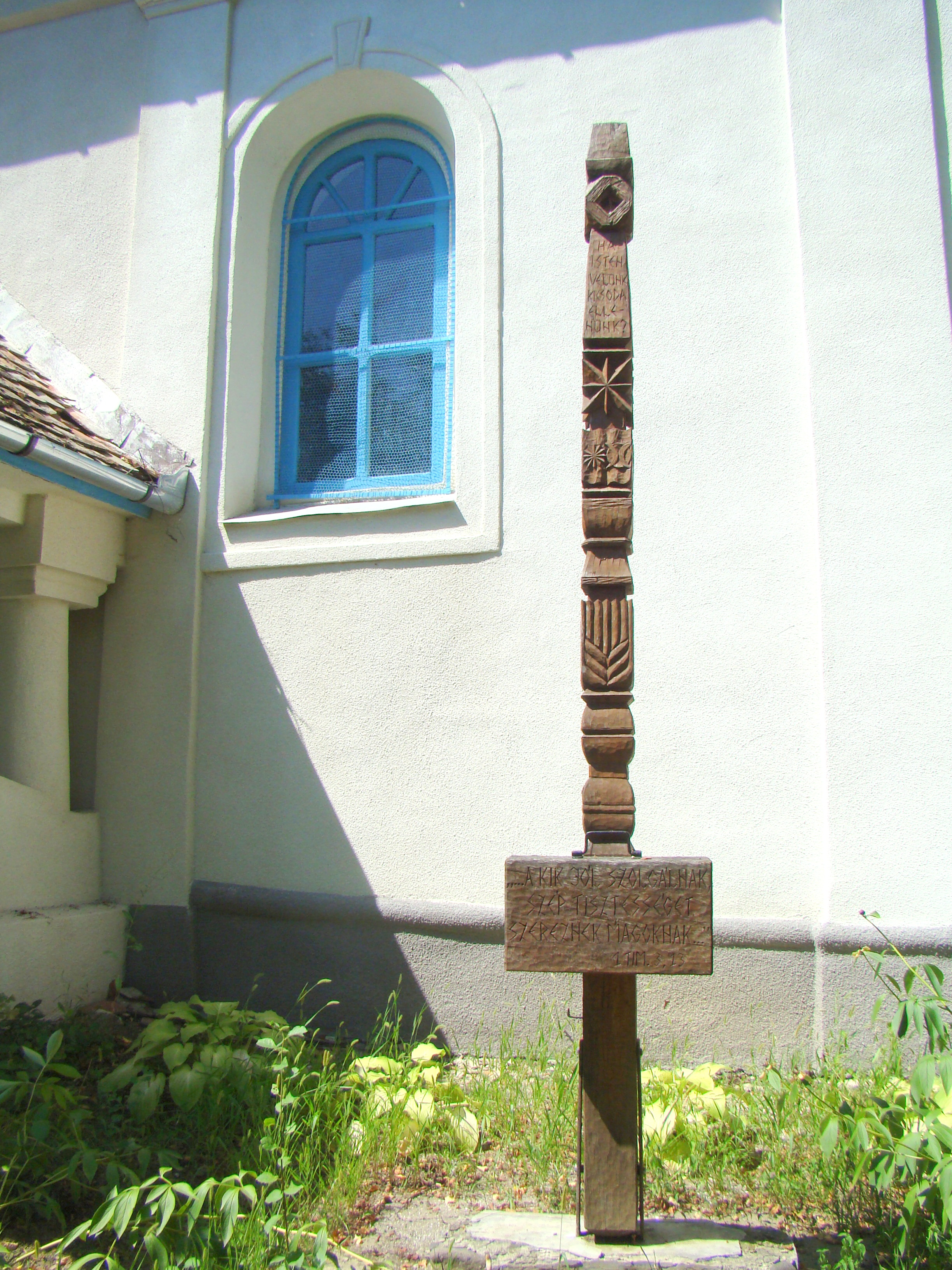
Kopjafa
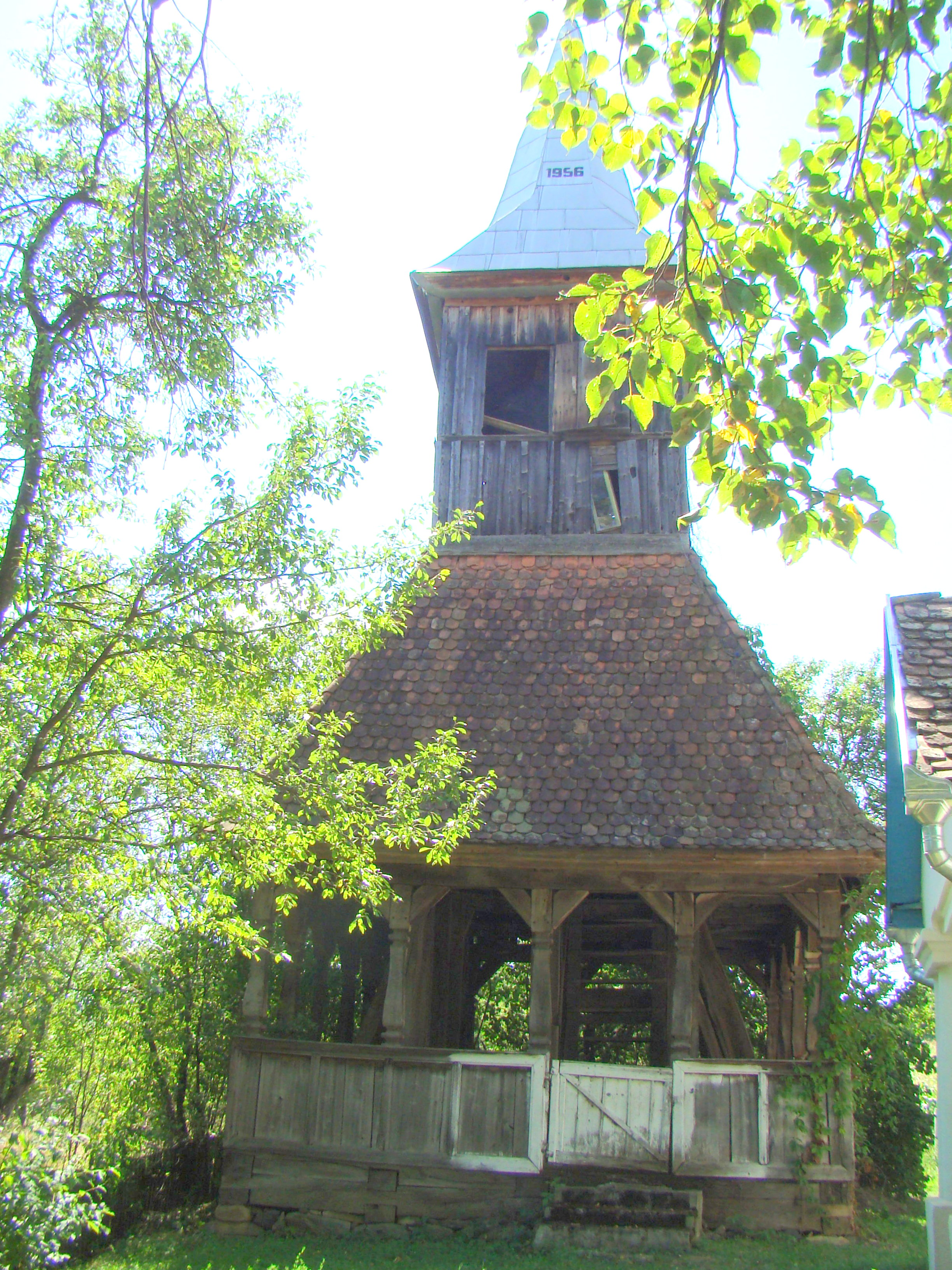
Clopotnița de lemn a bisericii reformate
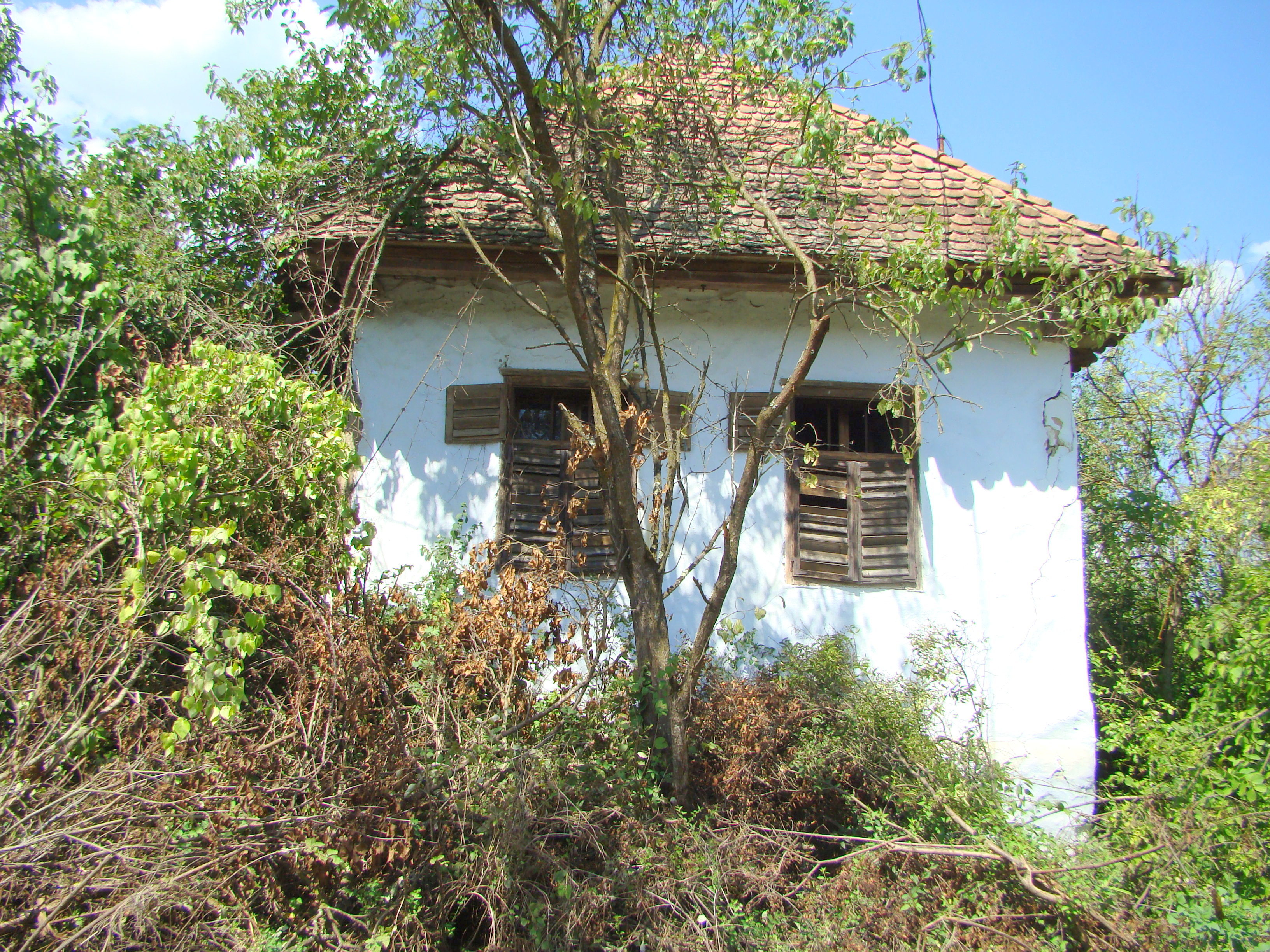
Ansamblul rural „Str. Principală” (monument istoric)
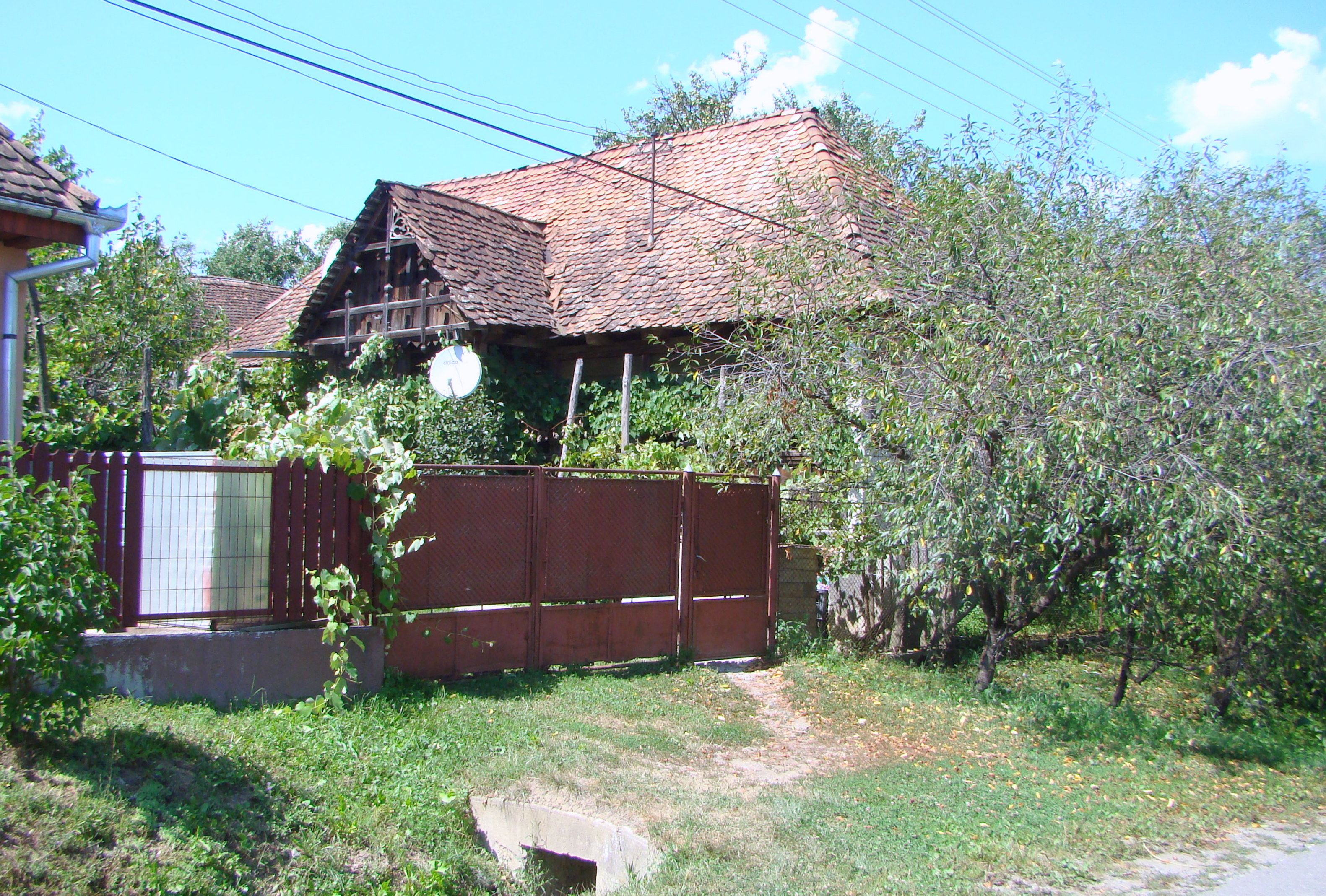
Ansamblul rural „Str. Principală” (monument istoric)
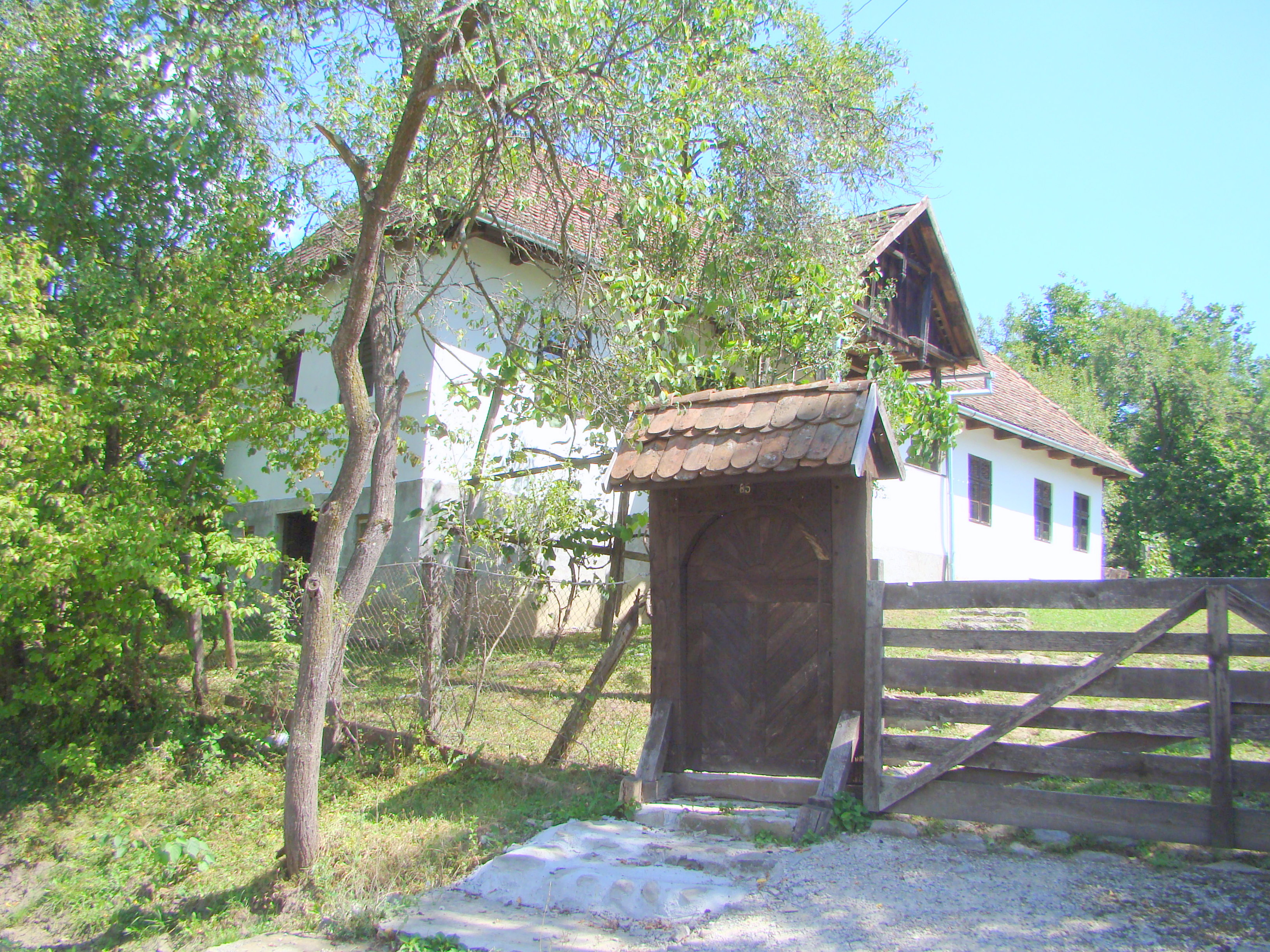
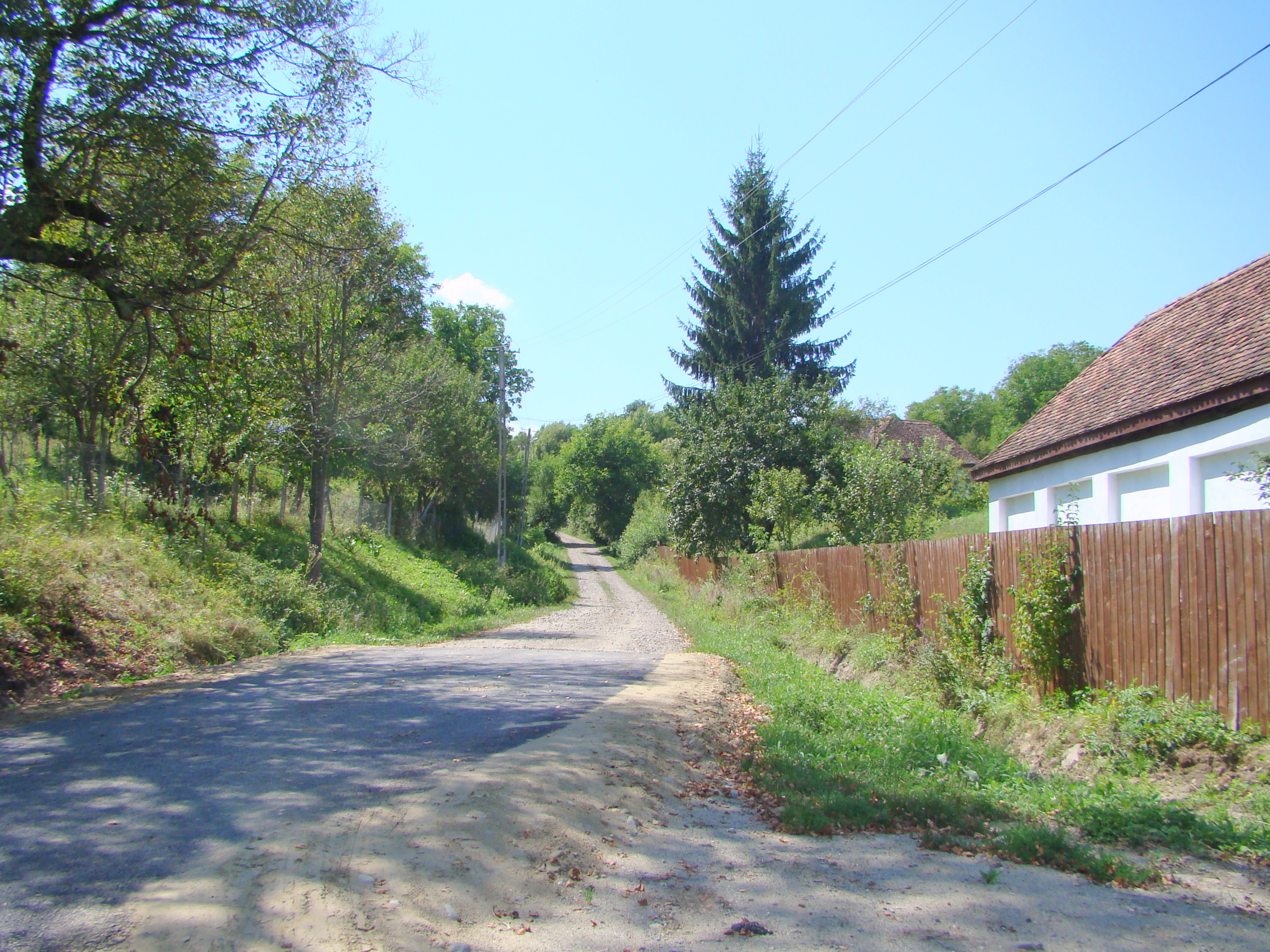